# نيك بوكانان (لاعب كريكت)
نيك بوكانان (11 يونيو 1989 في المملكة المتحدة - ) (بالإنجليزية: Nick Buchanan)‏ هو لاعب كريكت بريطاني. لعب مع نادي الكريكت في جامعة أكسفورد ‏.

## وصلات خارجية
- نيك بوكانان على موقع إي آس بي آن كريك إنفو (الإنجليزية)